# Hanchi, Sorab
Hanchi là một làng thuộc tehsil Sorab, huyện Shimoga, bang Karnataka, Ấn Độ.